# José Bernardo de Almada
José Bernardo de Almada (Fajã de Cima, ilha de São Miguel, 23 de Novembro de 1876 — Bretanha, ilha de São Miguel, 4 de Novembro de 1948) foi um sacerdote católico, cónego da Sé de Angra, professor e activista social que nas primeiras décadas do século XX exerceu grande influência social e política nos meios católicos açorianos. Foi um dos introdutores nos Açores dos sindicatos agrícolas, movimento precursor das actuais cooperativas leiteiras açorianas e dos ideais do sindicalismo agrícola católico.

## Biografia
Concluídos os estudos primários em Ponta Delgada ingressou no Seminário Diocesano de Angra, em Angra do Heroísmo, onde realizou a sua formação sacerdotal, sendo ordenado presbítero, em 1899.
No ano seguinte inscreveu-se na Faculdade de Direito da Universidade de Coimbra, onde prosseguiu estudos. Em Coimbra foi capelão e capelão-chantre na Real Capela da Universidade de Coimbra e teve importante acção entre os movimentos estudantis de inspiração católica então activos no meio universitário.
Concluído o curso, em 1904 iniciou funções na Diocese de Angra sendo ao tempo um dos poucos sacerdotes com formação universitária. Nesse mesmo ano foi nomeado cónego da Sé de Angra e professor do Seminário Episcopal, cargo que manteria durante mais de três décadas, dedicando-se, entre outras disciplinas, ao ensino da Sociologia.
Ao longo das três décadas seguintes desenvolveu uma carreira eclesiástica que aliou o ensino ao exercício dos mais importantes cargos na administração diocesana. Foi de vice-reitor do Seminário, arcediago da Sé Catedral, professor interino do Liceu, professor da Escola Normal Primária de Angra do Heroísmo, presidente do cabido e ouvidor eclesiástico, Foi ainda vigário-geral e governador do bispado nos episcopados de D. António Augusto de Castro Meireles e D. Guilherme Augusto Inácio de Cunha Guimarães.
Com forte empenhamento social e ligação aos movimentos católicos, foi um dos principais promotores do movimento associativo entre os lavradores que se traduziu, a partir de 1917, na criação dos sindicatos agrícolas, que nos Açores dariam origem às actuais cooperativas de lacticínios. Também promoveu, embora com menor sucesso, a criação de Caixas de Crédito e Seguros Agrícolas e de Cooperativas de Consumo e de Produção, na linha do movimento do sindicalismo agrícola católico inspirado nos ideais de Friedrich Wilhelm Raiffeisen.
Também se dedicou à cultura e ao jornalismo, tendo colaborado em vários jornais e revistas, principalmente na revista Lumen, e dirigiu o Boletim Eclesiástico dos Açores no período de 1915 a 1922. Fundou, em 1934, o Museu de Arte Sacra, na sala do cabido da Sé de Angra.
Empenhou-se na criação de uma Mutualidade Eclesiástica Açoriana, para benefício do clero, mas nesta matéria desentendeu-se com o bispo D. Guilherme Augusto Inácio de Cunha Guimarães, o que o levou em 1945 a aposentar-se e a fixar-se na sua ilha natal.
O cónego José Bernardo de Almada é lembrado na toponímia da sua freguesia natal, a Fajã de Cima.

## Obras publicadas
Entre outras obras, é autor das seguintes monografias:
- Apontamentos para o estudo da Acção Católica em harmonia com os documentos pontifícios. Angra do Heroísmo, 1914.
- S. Francisco de Assis e o seu apostolado social. Angra do Heroísmo, Tip. União, 1927.
- Guia Prático do Clero. Angra do Heroísmo, 1937.
- "A espiritualização das organizações profissionais", in Livro do I.º Congresso Açoreano. Lisboa, Casa dos Açores, 1938.
- A religiosidade do povo açoreano, Lisboa, 1938.